# Infrastructure de transport
 (juin 2021).
Si vous disposez d'ouvrages ou d'articles de référence ou si vous connaissez des sites web de qualité traitant du thème abordé ici, merci de compléter l'article en donnant les références utiles à sa vérifiabilité et en les liant à la section « Notes et références ».
Les infrastructures de transport sont l'ensemble des installations fixes ou dynamiques qu'il est nécessaire d'aménager pour permettre la bonne circulation des différents modes de transports dans des systèmes de transport terrestres, aériens ou maritimes. 

## Éléments de définition
L'infrastructure désigne au sens strict la partie matérielle inférieure, le soubassement d'une voie. Le terme s'oppose à superstructure. On peut, dans certains cas, distinguer les deux : ainsi dans une ligne de chemin de fer, l'infrastructure, stricto sensu, est la plateforme de la voie, sur laquelle on pourrait aussi bien implanter une voie routière, tandis que la superstructure est constituée par la voie ferrée proprement dite (rails et traverses). Au sens large, l'infrastructure de transport désigne l'ensemble et englobe tous les éléments nécessaires à l'exploitation normale : caténaires, signalisation, postes d'aiguillage, tour de contrôle dans les aéroports, etc., ainsi que tous les bâtiments liés à l'usage de ladite infrastructure.
Les infrastructures sont généralement spécifiques d'un unique mode de transport, et sont conçues pour permettre la circulation de certains types de véhicules, plus ou moins diversifiés. Selon les modes de transport, la liaison entre véhicules et infrastructure est plus ou moins étroite, les extrêmes étant le véhicule tout-terrain, presque totalement indépendant, et à l'opposé la cabine de téléphérique, totalement liée à son infrastructure (câble porteur et câble tracteur), de l'autre. À la limite, l'infrastructure constitue la totalité du système de transport ; c'est le cas par exemple des canalisations destinées au transport de liquides de gaz ou de produits pulvérulents, telles que les aqueducs et oléoducs.
Les infrastructures sont généralement organisées en réseaux comportant des nœuds et des liens. Ainsi le réseau ferroviaire est constitué de gares reliées entre elles par des lignes. Les nœuds importants, comme les gares, les ports et aéroports sont aussi le point de contact et d'échange (dits intermodaux) entre deux ou plusieurs modes de transport.
Les infrastructures de transport sont un élément primordial (nécessaire mais non suffisant) pour garantir la liberté de déplacement des personnes et des biens, et pour assurer le fonctionnement et le développement de l'économie. Leur création, qui est une partie importante de l'aménagement du territoire, nécessite le plus souvent des investissements lourds et envisagés pour le long terme. cela explique qu'elles soient le plus souvent prises en charge par la puissance publique. Toutefois, celle-ci en délègue quelquefois, pour des raisons de financement ou de savoir-faire, la construction, la gestion et l'exploitation à des entreprises privées en contrepartie de la perception d'un péage (c'est le cas par exemple du tunnel sous la Manche et, plus récemment, du viaduc de Millau).
La voirie, qui comprend l'ensemble des voies routières, présente la particularité d'être dans tous les pays[réf. nécessaire] un espace public, ouvert à tous gratuitement (sauf voies privées ou concédées). Ce n'est pas le cas des autres infrastructures de transport (comme le réseau ferroviaire) qui constituent des espaces privés réservés à l'usage exclusif des exploitants habilités). 

## Infrastructures de transport
- Réseau routier
- Réseau ferroviaire
- Voies navigables (fleuves, canaux)
- Infrastructures portuaires (incluant les ports en eau douce)
- Aéroports
- Pistes cyclables
- Réseaux de transports de l'énergie (chaleur, gaz naturel, électricité, hydrogène…)
- Réseaux de transport d'information (câble, fibre optique, téléphonie, autoroutes de l'information…

## En France
Concernant les « infrastructures linéaires de transport » (ILT), ce pays dispose d’un important réseau routier et autoroutier, encore en croissance : de 2005 à 2020, la longueur des routes est passée de 991 000 kilomètres à 1 105 200 kilomètres sur le territoire national (DROM compris), soit + 11,5 % de longueur en 15 ans. Sur ces 1 105 200 km sont compris 11 660 d'autoroutes, 9 698 de routes nationales ; 378 834 km de routes départementales, 704 999 km de routes communales (selon le MTE, 2022). S'y ajoutent 30 000 km de lignes ferroviaires (SNCF Réseau, 2020) et aussi 8 500 km de voies navigables, dont 4 827 « utilisés tant pour le transport de marchandises que pour le tourisme fluvial ».

## Évaluation économique
Les projets d'infrastructures de transport doivent respecter de multiples objectifs généraux et permanents au titre de la politique des transports et doivent être évalués selon de multiples critères qui tiennent au besoin des usagers, du développement économique et social, de l'économie notamment au travers des échanges internationaux, ainsi qu'à l'aménagement du territoire, à la défense nationale, à la contribution à l’amélioration de la politique européenne des transports (dans l'UE), etc. Il est nécessaire de limiter ou de réduire les effets négatifs de toutes sortes : accidents, risques, nuisances sonores, pollution, effet de serre, santé, consommation d'énergie.
En France, la loi d'orientation des transports intérieurs (LOTI) et le décret d'application de son article 14 obligent à s’assurer de l’efficacité économique, financière, sociale et environnementale des projets en fonction des coûts et des conditions de construction, d’exploitation, d’entretien et de renouvellement de l’infrastructure. L'un des éléments qui conditionnent l'évaluation économique est le taux d'actualisation.

## Compensations écopaysagères et recherche
Hormis pour le transport maritime et aérien ces infrastructures sont souvent « linéaires »et associées à une emprise, et parfois à des dépendances (on parle parfois d'ILTe, qui signifie « infrastructures linéaires de transport et leur emprise ».
Ces infrastructures contribuent toutes, directement ou indirectement à la destruction de milieux naturels et à la fragmentation écologique et paysagère des espaces et donc à une perte de biodiversité[réf. nécessaire]. Les mesures compensatoires et le triptyque « éviter, réduire et compenser » cherche à limiter ces impacts. 
En 1996, les Pays Bas ont lancé un partenariat international (associant une vingtaine de pays) pour partager des expertises et mutualiser des retours d'expérience ou créer des liens de coopérations entre acteurs opérationnels et chercheurs. Un réseau européen de recherche appliquée a été créé : l'IENE (Infra Eco Network Europe) financé par les Pays-Bas, puis par la Belgique puis par la Suède. 20 ans plus tard il était l'un des principaux réseaux de recherche au monde sur le sujet (plus de 420 membres dans environ 50 pays). L'IENE produit des guides, des expertises (et une conférence bisannuelle depuis 2010). La France en fait partie depuis le début, avec notamment l'ITTECOP comme correspondant (programme œuvrant depuis 2008 à la production de recherches appliquées sur les interactions entre infrastructures et territoires).
Lors de la conférence IENE 2018 (à Eindhoven ; 10-14 septembre) l'assemblée générale a confié son secrétariat à la FRB en France, en lui demandant de préparer l'avenir du réseau, de mutualiser les ressources de ses partenaires et de créer un secrétariat exécutif à temps plein pour coordonner de futurs appels à projets.